# ليلة طويلة (فلم 2022)
ليلة طويلة (بالإنجليزية: The Long Night) هو فيلم رعب أمريكي عام 2022 كتبه روبرت شيبي ومارك يونغ وأخرجه ريتش راجسدال. ومن النجوم سكوت تايلور كومبتون ونولان جيرارد فونك وجيف فاهاي وديبورا كارا أنجر. يدور الفيلم حول زوجين تأخذ عطلة نهاية الأسبوع الهادئة منعطفًا غريبًا عندما تأتي طائفة مرعبة وقائدهم المجنون لتحقيق نبوءة مروعة.